# Usine des biscuits Pernot
L'usine des biscuits Pernot est une ancienne usine transformée en logements, située à Dijon, en Côte-d'Or, en région Bourgogne-Franche-Comté.

## Histoire
L'usine, modeste au départ, est une moutarderie et biscuiterie, créée en 1869 rue Devosge par Auguste Pernot. Elle est rachetée par les frères Lucien et Georges Richard en 1883 et devient, sous leur direction, une biscuiterie d'importance internationale. Les bâtiments industriels se développent rues Devosge, Courtépée, Sambin, Gagnereaux, puis à partir de 1903 rues de Jouvence, de la Houblonnière, des Buttes, Jean-Jean Cornu. En 1919, ces deux sites placent Dijon au troisième rang pour la biscuiterie industrielle en France. Après la Seconde Guerre mondiale, l'activité décroît et l'usine est revendue en 1963 à la société Olibet qui arrête la production du site de Jouvence en 1974. Les bâtiments du site Jouvence sont détruits en 1976 et ceux du site Courtépée (usines centrales) en 1982, à l’exception des bâtiments de l'administration et des ventes et expéditions de la fin du XIXe siècle. Il reste aussi la maison du concierge. Certains objets de l'usine sont récupérés et exposés au musée de la Vie bourguignonne. Des immeubles de logements sont construits sur les terrains libérés dans les années 1980. 
Les façades et les toitures du bâtiment administratif rue Courtépée, du bâtiment des ventes et expéditions (y compris la tour et la marquise), du bâtiment du gardien, la grille de clôture ont été inscrits monuments historiques par arrêté du 25 février 1983.

## Description
Les bâtiments de l'usine qui subsistent, rue Courtépée, se composent de trois édifices édifiés autour d'une cour. Le bâtiment des ventes, datant de 1899, s'orne de bandeaux de brique polychrome alternant avec de la pierre ; il est doté de poutrelles métalliques à motifs de fleurs et d'une vaste marquise en métal et en verre. Au-dessus de la baie centrale a été ajoutée l'inscription "Villa Pernot". Au niveau de la toiture, un fronton comporte un oculus central qui était initialement occupé par un cadran d'horloge. À ce bâtiment est accolée une tour carrée ; d'inspiration mauresque, elle est bâtie en pierre et en brique et est percée de baies à arc outrepassé.

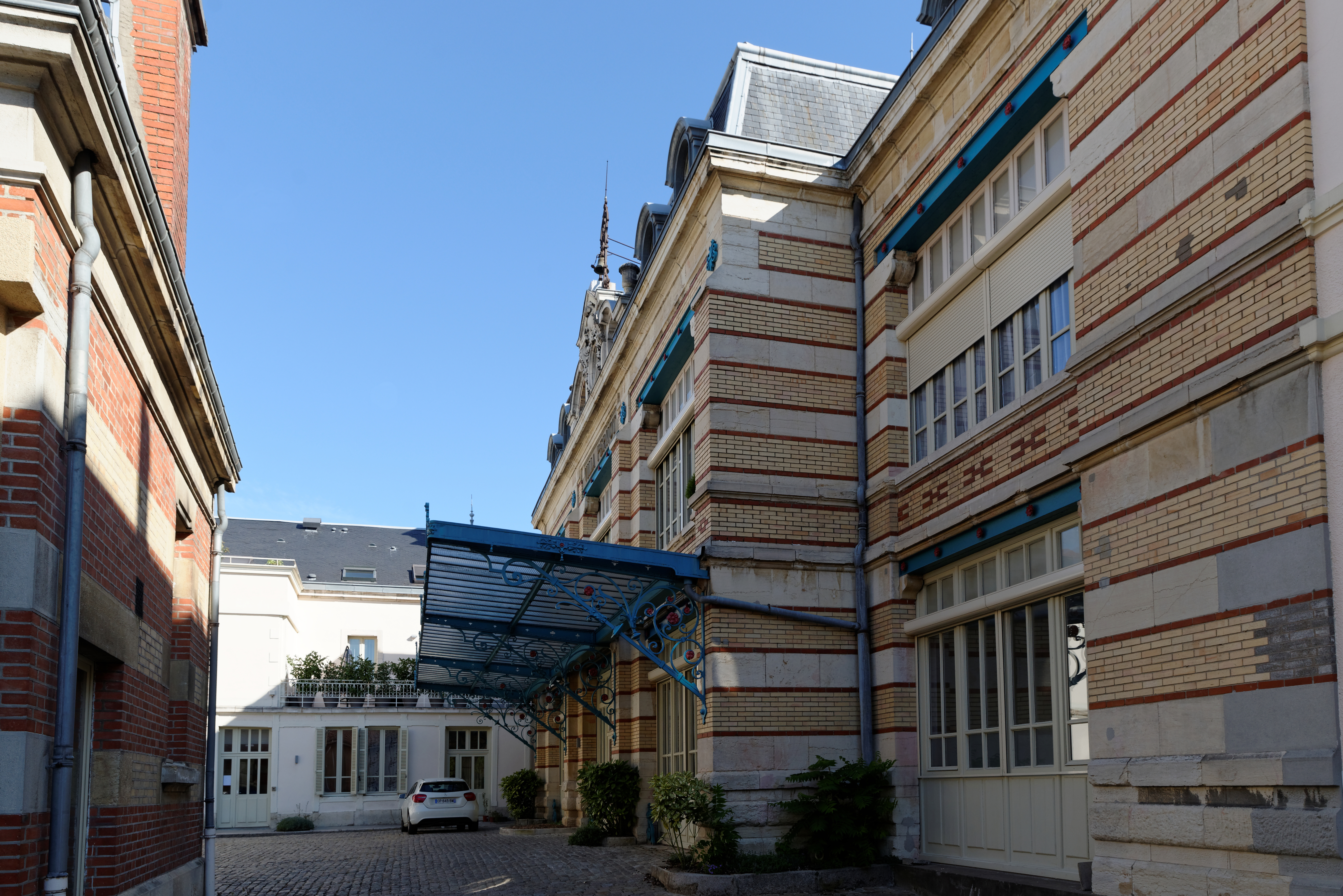
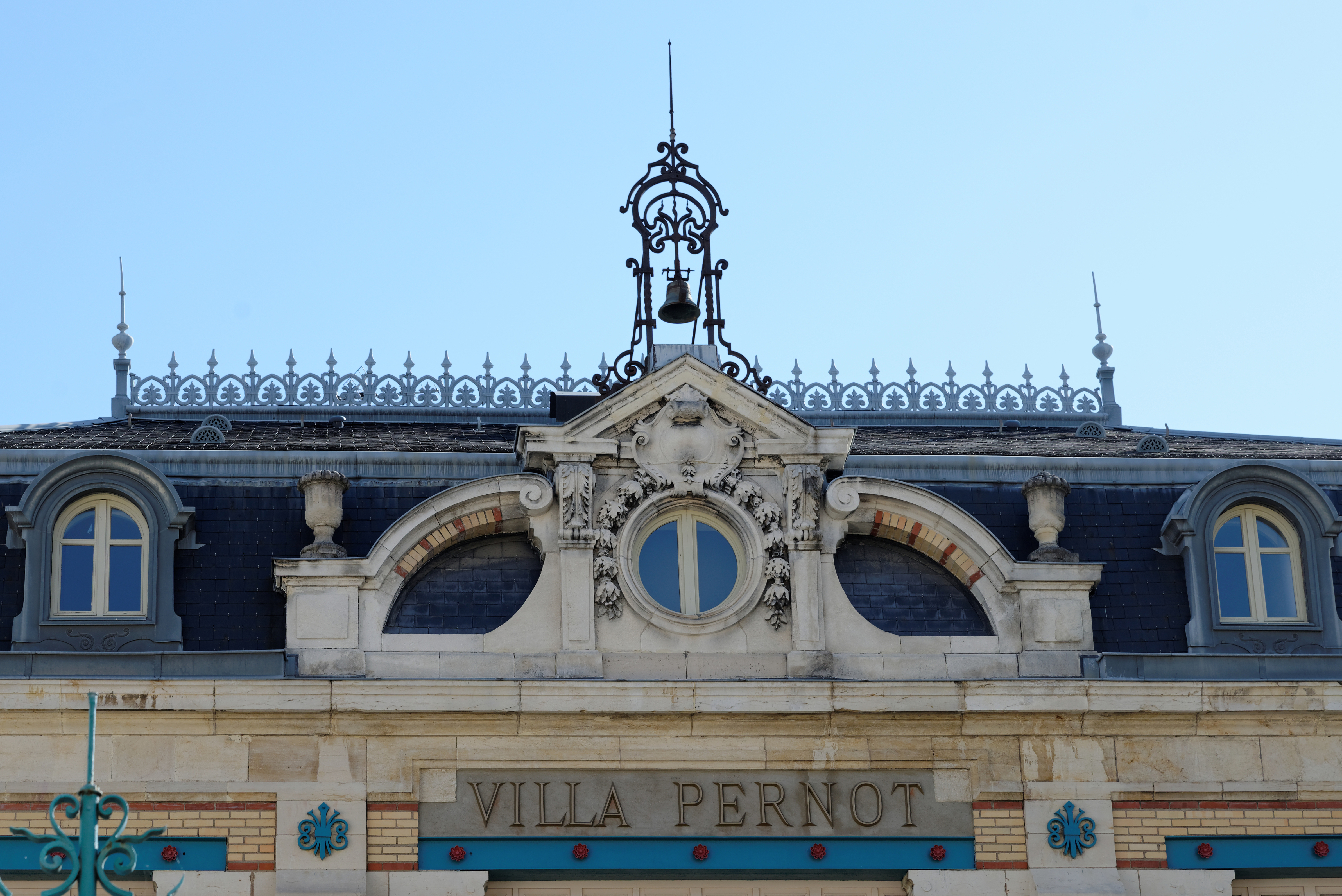
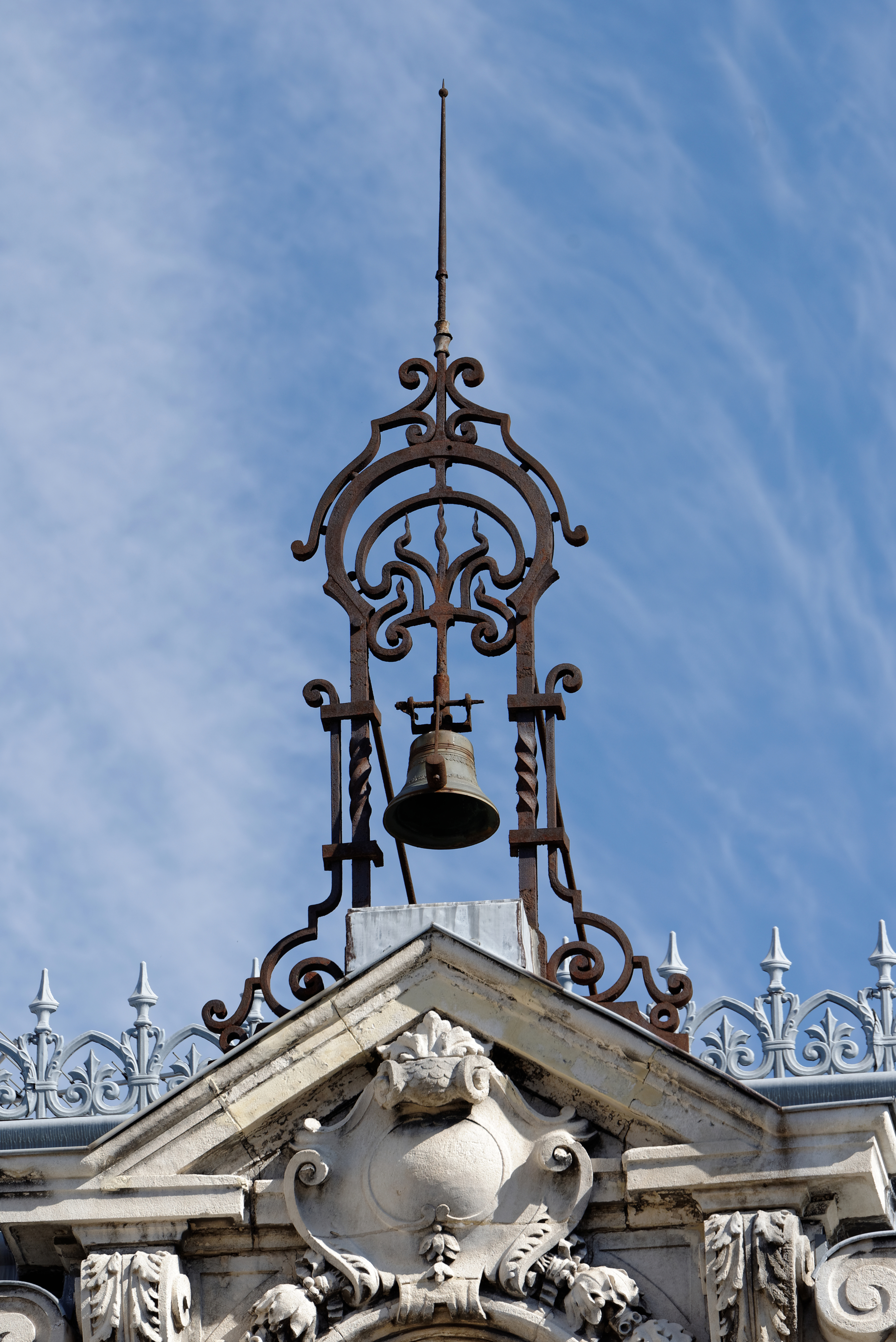
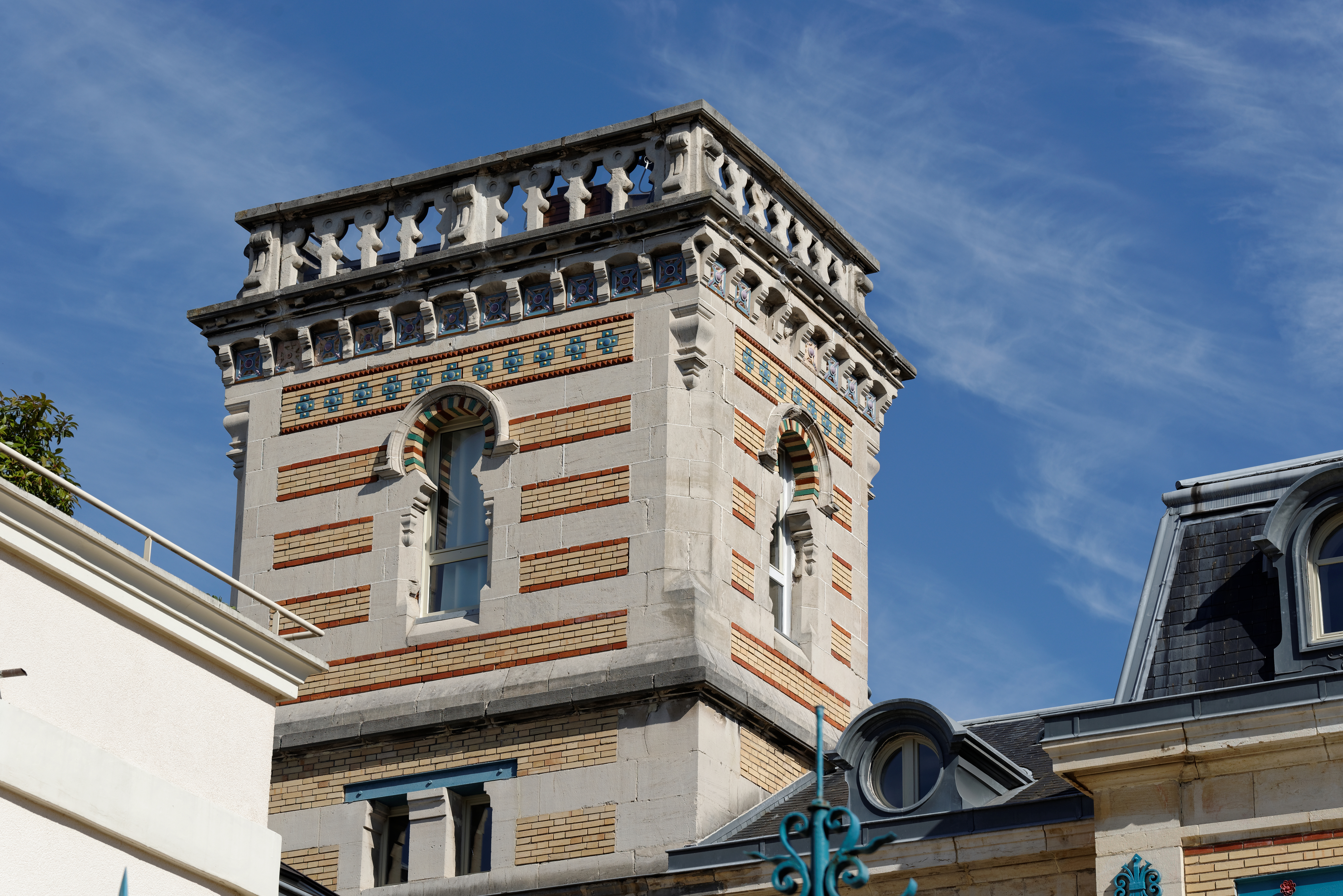
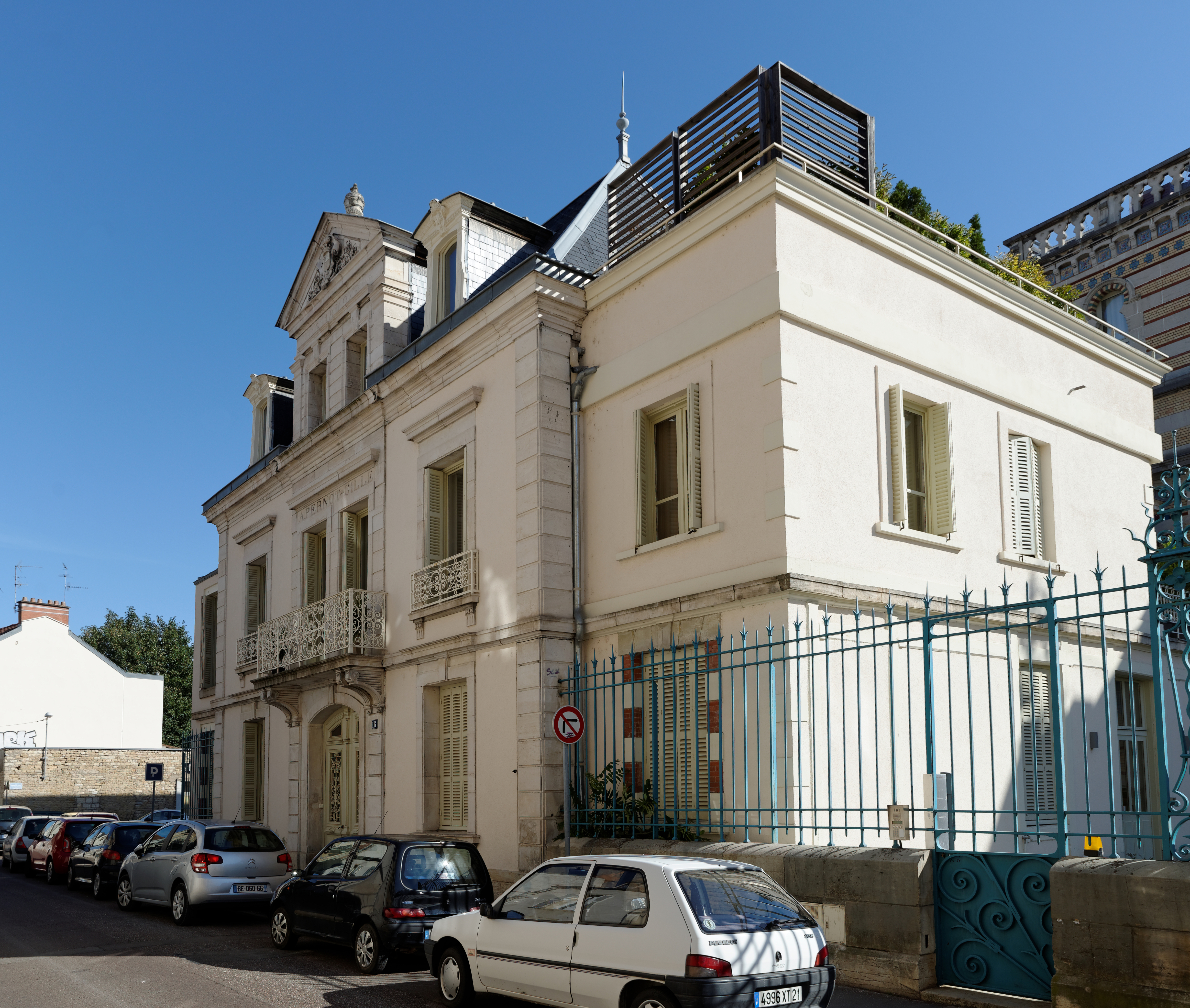